# Coupe de la fédération soviétique de football
La Coupe de la fédération d'URSS (en russe : Кубок Федерации футбола СССР) est une compétition soviétique de football semblable à la Coupe d'URSS mais qui réunissait uniquement les clubs appartenant à la première division. Créée en 1986, elle est supprimée après l'édition 1990, qui est marquée par de nombreux abandons à l'aube de la chute de l'Union soviétique.

## Palmarès
| Saison | Lieu                           | Vainqueur                  | Score | Finaliste              |
| ------ | ------------------------------ | -------------------------- | ----- | ---------------------- |
| 1986   | Kichinev, RSS de Moldavie      | Dniepr Dniepropetrovsk     | 2 – 0 | Zénith Léningrad       |
| 1987   | Moscou, RSFS de Russie         | Spartak Moscou             | 4 – 1 | Metallist Kharkov      |
| 1988   | Kichinev, RSS de Moldavie      | Kaïrat Almaty              | 4 – 1 | Neftchi Bakou          |
| 1989   | Dniepropetrovsk, RSS d'Ukraine | Dniepr Dniepropetrovsk (2) | 2 – 1 | Dinamo Minsk           |
| 1990   | Odessa, RSS d'Ukraine          | Tchernomorets Odessa       | 2 – 0 | Dniepr Dniepropetrovsk |

## Bilan
- Les clubs ukrainiens ont remporté le plus grand nombre de fois la coupe (3), suivent les clubs russes et kazakhs (1).
- Le Dniepr Dniepropetrovsk est le seul club à avoir remporté la coupe deux fois.